# Acritus attaphilus
Acritus attaphilus är en skalbaggsart som beskrevs av Wenzel 1939. Acritus attaphilus ingår i släktet Acritus och familjen stumpbaggar. Inga underarter finns listade i Catalogue of Life.